# Список умерших в 1321 году
В этой статье представлен список известных людей, умерших в 1321 году.
См. также: Категория:Умершие в 1321 году

## Январь
- 10 января — Мария Брабантская (66) — королева-консорт Франции (1274—1285), жена короля Филиппа III Смелого
- 13 января — Бонакосса Бори[англ.] — жена правителя Милана Маттео I Висконти с 1269 года.

## Февраль
- 25 февраля — Беатриса д’Авен — графиня-консорт Люксембурга (1281—1288), жена графа Генриха VI Люксембургского.

## Март
- 18 марта — Матуш Чак — палатин Венгрии (1296—1297, 1302—1310), «некоронованный король» западной и центральной Словакии

## Апрель
- 9 апреля — Томмазо да Толентино[итал.] — католический миссионер в Индии, святой римско-католической церкви.
- 17 апреля — Бланка Португальская[англ.] — португальская инфанта, дочь короля Афонсу III, леди Монтемор-у-Велью, основательница города Бривьеска.
- 19 апреля — Герасим I — константинопольский патриарх (1320—1321).
- 27 апреля — Никколо Альберти — епископ Сполето (1299—1303), кардинал-епископ Остии (1303—1321).

## Май
- 31 мая — Биргер Магнуссон — король Швеции (1290—1318); умер в изгнании.

## Июль
- 1 июля — Мария де Молина — королева-консорт Кастилии и Леона (1284—1295) как жена Санчо IV Храброго, регент королевства (1295—1301, 1312—1321).
- 18 июля — Антонио д’Oрсo[итал.] — епископ Фьезоле (1301—1309), епископ Флоренции (1309—1321).
- 19 июля — Зигфрид фон Гелнхаузен[нем.] — епископ Кура (1298—1321).
- 23 июля — Томас II де Беркли — первый титулярный и шестой феодальный барон Беркли (1295—1321).
- 31 июля — Ибн ал-Банна (64) — западноарабский математик и астроном.

## Август
- 18 августа — Ринальдо да Конкореццо[итал.] — епископ Виченцы (1296—1303), архиепископ Равенны (1303—1321), святой римско-католической церкви.
- 31 августа — Людеко фон Помезания[нем.] — епископ Помезании (1309—1321).

## Сентябрь
- 3 сентября — Вальтер II[англ.] — сеньор Эгмонт (1312—1321).
- 13 сентября — Эдмунд Батлер — англоирландский аристократ, первый граф Каррик (1315—1321), юстициарий Ирландии (с 1303).
- 14 сентября — Данте Алигьери — итальянский поэт, мыслитель, богослов, один из основоположников литературного итальянского языка, политический деятель, создатель «Божественной комедии».
- 20 сентября — Дитрих II фон Иттер[нем.] — князь-епископ Падерборна (1310—1321).

## Октябрь
- 29 октября — Стефан Урош II Милутин — король Сербии (1282—1321)

## Ноябрь
- 3 ноября — Гильом де Мандегот[фр.] — архиепископ Амбрёна (1295—1311), архиепископ Экса (1311—1312), кардинал-епископ Палестрины (1312—1221).
- 9 ноября — Уолтер Лэнгтон[англ.] — лорд-казначей Англии (1295—1307, 1312), епископ Ковентри и Личфилда (1296—1321).
- 25 ноября — Николас Сегрейв — граф-маршал Англии (1308—1316).
- 27 ноября: 
  - Кунгута Чешская — чешская принцесса, дочь короля Пржемысла Отакара II, княгиня-консорт мазовецкая, плоцкая, черская и сандомирская (1291—1313), аббатиса монастыря святого Георгия;
  - Франческо I Пико делла Мирандола — итальянский кондотьер, основатель рода синьоров (впоследствии графов и герцогов) Мирандолы и графов (впоследствии маркизов) Конкордии, подеста Модены (1311—1312, 1318—1319), погиб в заточении.

## Декабрь
- 1 декабря — Альберто Гонзага[итал.] — епископ Ивреа (1288—1321).

## Дата неизвестна или требует уточнения
- Беатриса Анжуйская — неаполитанская принцесса, дочь короля Карла II Анжуйского, графиня Андрии (1305—1321).
- Болеслав Олесницкий — князь (с братьями) глоговско-жаганьский и великопольский (1309—1312), князь (с братом Конрадом) олесницкий, намысловский, гнезненский и калишский (1312—1314), князь гнезненский (1313—1314), первый независимый князь олесницкий (1313—1321).
- Витт ван Хамстеде[англ.] — внебрачный сын графа Голландии Флориса V.
- Гильом Белибасте[англ.] — последний перфект катаров в Лангедоке, сожжён на костре инквизиции.
- Давид Фёдорович — князь ярославский (1300—1321), святой Русской православной церкви.
- Джеймс Лозаннский[англ.] — францисканский наместник во Франции (1318—1321), христианский писатель.
- Джон Воган[англ.] — юстициарий Ирландии (1295—1313).
- Иоанн II Одноглазый — граф Гольштейн-Киля (1263—1321).
- Магнус Джонсон[англ.] — граф Оркни (ок. 1300—1321).
- Мариано III[итал.] — юдекс Арбореи (1304—1321).
- Мохаммед ибн Рашид[англ.] — арабский судья, путешественник и писатель.
- Пере Паскуаль[кат.] — францисканский монах, святой римско-католической церкви.
- Раймонд I де Бо — граф д’Авеллино (1305—1321), сенешаль Пьемонта (1314—1320), сенешаль Прованса (1315—1320); убит в сражении у Грузанса.
- Рено Бургундский — граф Монбельяра (1282—1321), автор хартии свободы для Монбельяра.
- Налло Тринчи, первый сеньор Фолиньо (1305—1321) из рода Тринчи.
- Уолтер Джорц[фр.] — архиепископ Арма (1307—1311).
- Юнус Эмре — турецкий поэт.
- Ясперт V де Кастельноу[фр.] — виконт Кастельноу.

- Николо Альберти
- Антонио д'Oрсo
- Гильом де Мандегот